# Versuni
Versuni est une société néerlandaise de produits électroménagers, basée à Amsterdam. Elle est active dans plus de 100 pays et emploie environ 7000 employés dans le monde.

## Histoire
Versuni est issue de la transformation de la branche Philips Domestic Appliances, en société indépendante, que Philips à vendu à Hillhouse Capital en septembre 2021. À cette occasion, Philips a accordé à la société Philips Domestic Appliances, une licence de 15 ans en échange de 4,4 milliards d'euros de redevances (0,7 milliard d’euros/an), pour qu'elle puisse continuer à utiliser les marques Philips, Saeco, Gaggia, Philips Walita, Preethi, L’OR Barista et Senseo.
En février 2023, Philips Domestic Appliances a annoncé le changement du nom de la société en Versuni ,